# J. D. Jones
J. D. Jones (nascido em 21 de novembro de 1936 em Wintersville, Ohio), é um designer americano de armas de fogo e cartuchos, redator de armas de fogo e presidente da SSK Industries. 
Jones começou a caçar muito cedo e se interessou por fundir balas e fazer recarga manual de cartuchos de armas de fogo. Na década de 1960, Jones colaborou com Lee Jurras para criar a linha "Super Vel" de munições para armas de mão de alto desempenho.
Em 1977, Jones fundou a "SSK Industries", uma empresa focada em cartuchos e canos customizados para caça com armas de mão de alta potência, como a pistola de calibre de rifle da Thompson/Center Arms, conhecida como Thompson/Center Contender e para competições de tiro ao alvo.
Jones é conhecido principalmente por duas linhas de cartuchos de armas de fogo. Os primeiros são os cartuchos JDJ, destinados principalmente para o "T/C Contender", nos calibres .224 a .577. A segunda é a família de cartuchos "Whisper", destinada a causar danos máximos em velocidades subsônicas, tornando-os quase silenciosos quando usados com silenciadores.
Jones é membro da National Rifle Association e do Safari Club International e chegou a ter duas colunas regulares para a revista American Handgunner.